# Adelina Dmitrijewna Sotnikowa
Adelina Dmitrijewna Sotnikowa (russisch Аделина Дмитриевна Сотникова, wiss. Transliteration Adelina Dmitrievna Sotnikova; * 1. Juli 1996 in Moskau) ist eine ehemalige russische Eiskunstläuferin, die im Einzellauf startete. Sie ist die Olympiasiegerin von 2014.

## Werdegang

### Anfänge

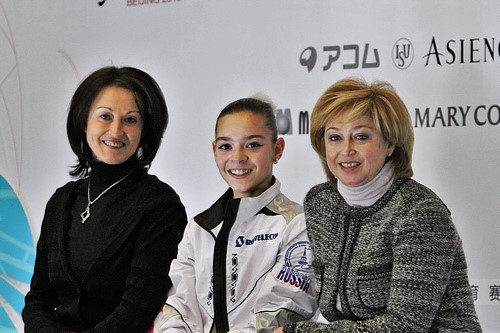
Sotnikowa mit Irina Tagajewa und Jelena Wodoresowa

Sotnikowa begann im Alter von vier Jahren mit dem Eislaufen. Mit sieben Jahren fing sie beim ZSKA Moskau an, professionell zu trainieren. Ein Jahr später wurde Jelena Wodoresowa ihre Trainerin. Ihre Choreografinnen sind Irina Tagajewa und Tatjana Tarassowa.
2009 wurde die erst 12-jährige Sotnikowa russische Meisterin bei den Senioren. International war sie aufgrund ihres jungen Alters nicht einmal bei Juniorenwettbewerben startberechtigt. Sie bekam Probleme durch einen Wachstumsschub und konnte ihren nationalen Titel im Jahr darauf nicht verteidigen. In der Saison 2010/11 hatte Sotnikowa ihr Debüt bei internationalen Juniorenturnieren. Sie gewann ihre beiden Junioren-Grand-Prix und auch das Grand-Prix-Finale der Junioren. Sie wurde außerdem zum zweiten Mal russische Meisterin bei den Senioren. Im März 2011 wurde Sotnikowa im südkoreanischen Gangneung Juniorenweltmeisterin. Bei den Olympischen Jugend-Winterspielen 2012 in Innsbruck gewann sie Silber.

### Senioren
Sotnikowa war erstmals im Jahr 2013 für Welt- und Europameisterschaften bei den Senioren startberechtigt. Bei ihrer ersten EM-Teilnahme 2013 in Zagreb gewann sie die Silbermedaille hinter der italienischen Seriensiegerin Carolina Kostner. Bei ihrer ersten WM-Teilnahme 2013 im kanadischen London wurde sie Neunte. 2014 wurde sie Russische Meisterin und Vize-Europameisterin in Budapest hinter ihrer Mannschaftskameradin Julija Lipnizkaja, die sie bei der Meisterschaft im eigenen Land noch geschlagen hatte.
Bei den Olympischen Winterspielen 2014 in Sotschi gewann sie als erste Russin überhaupt Gold im Einzellauf. Ihr Sieg ist unter Experten umstritten. Neben der südkoreanischen Sportabteilung kritisierten auch Eiskunstlaufexperten wie Katarina Witt und Rudi Cerne die Vergabe des ersten Platzes an Sotnikowa.
Ab 2016 nahm sie an keinen Wettbewerben mehr teil und lief nur noch Shows, im März 2020 gab sie schließlich ihr Karriereende im russischen Fernsehen bekannt.
Am 7. Juli 2023 äußerte sich Adelina Sotnikowa dazu, dass bei ihr im Jahr ihres Olympiasiegs 2014 ein positiver Dopingtest durchgeführt worden war. Durch ihre B-Probe wurde sie jedoch entlastet. Sotnikova wurde im von der WADA in Auftrag gegebenen McLaren-Report im Dezember 2016 als eine Athletin genannt, auf deren Reagenzgläsern mit Urinproben Kratzer gefunden wurden, was auf Manipulation hindeutete. Jedoch sprach das Internationale Olympische Komitee (IOC) sie im November 2017 von einem Fehlverhalten frei.

## Ergebnisse
| Wettbewerb / Jahr              | 2009    | 2010    | 2011    | 2012    | 2013    | 2014    | 2015    | 2016    |
| ------------------------------ | ------- | ------- | ------- | ------- | ------- | ------- | ------- | ------- |
| Olympische Winterspiele        |         |         |         |         |         | 1.      |         |         |
| Weltmeisterschaften            |         |         |         |         | 9.      |         |         |         |
| Europameisterschaften          |         |         |         |         | 2.      | 2.      |         |         |
| Juniorenweltmeisterschaften    |         |         | 1.      | 3.      |         |         |         |         |
| Olympische Jugendspiele        |         |         |         | 2.      |         |         |         |         |
| Russische Meisterschaften      | 1.      | 4.      | 1.      | 1.      | 3.      | 1.      |         | 6.      |
| Grand-Prix-Wettbewerb / Saison | 2008/09 | 2009/10 | 2010/11 | 2011/12 | 2012/13 | 2013/14 | 2014/15 | 2015/16 |
| Grand-Prix-Finale              |         |         |         |         |         | 5.      |         |         |
| Skate America                  |         |         |         |         | 3.      |         |         |         |
| Cup of Russia                  |         |         |         | 3.      | 5.      |         |         | 3.      |
| Cup of China                   |         |         |         | 3.      |         | 2.      |         |         |
| Internationaux de France       |         |         |         |         |         | 2.      |         |         |

## Programme
| Saison    | Kurzprogramm                            | Kür                                                              | Schaulaufen                                   |
| --------- | --------------------------------------- | ---------------------------------------------------------------- | --------------------------------------------- |
| 2013/2014 | Habanera (aus Carmen) von Georges Bizet | Introduction et Rondo capriccioso op. 28 von Camille Saint-Saëns | Oblivion von Astor Piazzolla                  |
| 2012/2013 | Capriccio Espagnol von Rimski-Korsakow  | Tough Lover (aus Burlesque) von Christina Aguilera               | Welcome to Burlesque (aus Burlesque) von Cher |
| 2011/2012 | Boléro von Maurice Ravel                | Liebestraum von Franz Liszt                                      | Hernando’s Hideaway                           |
| 2010/2011 | Walzer von Johann Strauss               | Introduction et Rondo capriccioso op. 28 von Camille Saint-Saëns | Schwanensee von Pjotr Tschaikowski            |
| 2009/2010 | Walzer von Johann Strauss               | Scheherazade von Nikolai Rimski-Korsakow                         |                                               |
| 2008/2009 |                                         | Schwanensee von Pjotr Tschaikowski                               |                                               |